# Rhopalostylis
Rhopalostylis é um género botânico pertencente à família Arecaceae.

## Espécies
- Rhopalostylis baueri - palmeira-de-norfolk
- Rhopalostylis sapida - palmeira-Nica

1. ↑  «Rhopalostylis — World Flora Online». www.worldfloraonline.org. Consultado em 19 de agosto de 2020